# بوفورت (إزار)
بوفورت هي بلدية في إزار في أوفيرن-رون ألب منطقة جنوب شرق فرنسا.